# Buccinum totteni
Buccinum totteni är en snäckart som beskrevs av William Stimpson 1865. Buccinum totteni ingår i släktet Buccinum och familjen valthornssnäckor. Inga underarter finns listade i Catalogue of Life.